# Krystal Lara
Krystal Denise Lara (Staten Island, 18 de marzo de 1998) es una nadadora competitiva dominicano-estadounidense especializada en los 100 mariposa, 100 espalda y 200 espalda. Su debut internacional fue en los Juegos Centroamericanos y del Caribe 2018, donde obtuvo medalla de bronce y plata en los 100 y 200 espalda, respectivamente.

## Trayectoria
Lara nació en Staten Island, Nueva York, y es hija de Frederick y Alexandra Lara. Tiene doble nacionalidad a través de su padre que es dominicano. Su madre nació y creció en Colombia. Lara asistió a Stuyvesant High School en la ciudad de Nueva York y fue miembro del club de natación Asphalt Green Unified Aquatics. Tiene múltiples récords en el equipo de natación de su escuela secundaria, los Stuyvesant Penguins, donde era conocida como "Krystal the Pistol". Fue estudiante-atleta y All-American de la División I de la NCAA en la Universidad Northwestern con una beca deportiva y se graduó en 2020 con especialización en sociología y en negocios.
La primera etapa nacional de Lara fue en las Pruebas Olímpicas de Estados Unidos de 2016, para las que se clasificó en los 100 metros espalda. Ocupó el puesto 86 con un tiempo de 1:03:59.
En su primer Campeonato Nacional FEDONA de 2018, Nacionales de Natación de República Dominicana, Lara rompió cinco récords nacionales que incluyen 100 estilo libre, 50 espalda, 100 espalda, 200 espalda y 100 mariposa. Volvió a batir estos récords en los Juegos Centroamericanos y del Caribe de 2018 en Barranquilla, Colombia. Ganó el bronce en los 100 metros espalda, con un tiempo de 1:01:39, a sólo 0,05 de la plata y 0,09 del oro. En los 200 espalda ganó la plata con un tiempo de 2:13:82, a 0,12 del oro. Perdió el podio en los 100 mariposa, quedando cuarta con un tiempo de 1:00:48.
Lara rompió una racha de 28 años de ausencia en el medallero al ganar la medalla de bronce en los 100 espalda. También se convirtió en la primera nadadora dominicana de la historia en ganar una medalla de plata en estos juegos. Fue nombrada miembro del equipo olímpico dominicano para los pospuestos Juegos Olímpicos de Tokio 2020.
En el VII Abierto Internacional de Natación de República Dominicana, rompió un récord de 34 años en los 200 metros mariposa con un tiempo de 2:15:83. Ostenta 13 récords nacionales dominicanos.